# Hot Chip
Hot Chip er et engelsk band.
Hovedkræfterne bag Hot Chip er barndomsvennerne Alexis Taylor og Joe Goddard. Bandet debuterede i begyndelsen af 2004 med singlen "Down With Prince" taget fra bandets debutalbum Coming On Strong, der kom senere samme år. 
I 2006 udsendte Hot Chip albummet The Warning, der bl.a. blev nomineret til den prestigefyldte pris, Mercury Prize, og indeholdt numre som Over And Over og Boy From School.
I begyndelsen af februar 2008 kom så det seneste Hot Chip-album, hvorfra første udspil fra var nummeret Ready For The Floor efterfulgt af titelnummeret Made In The Dark. 
Hot Chip's kommende album, One Life Stand, er på gaden den 8. februar 2010.